# Dalkarlsvägen

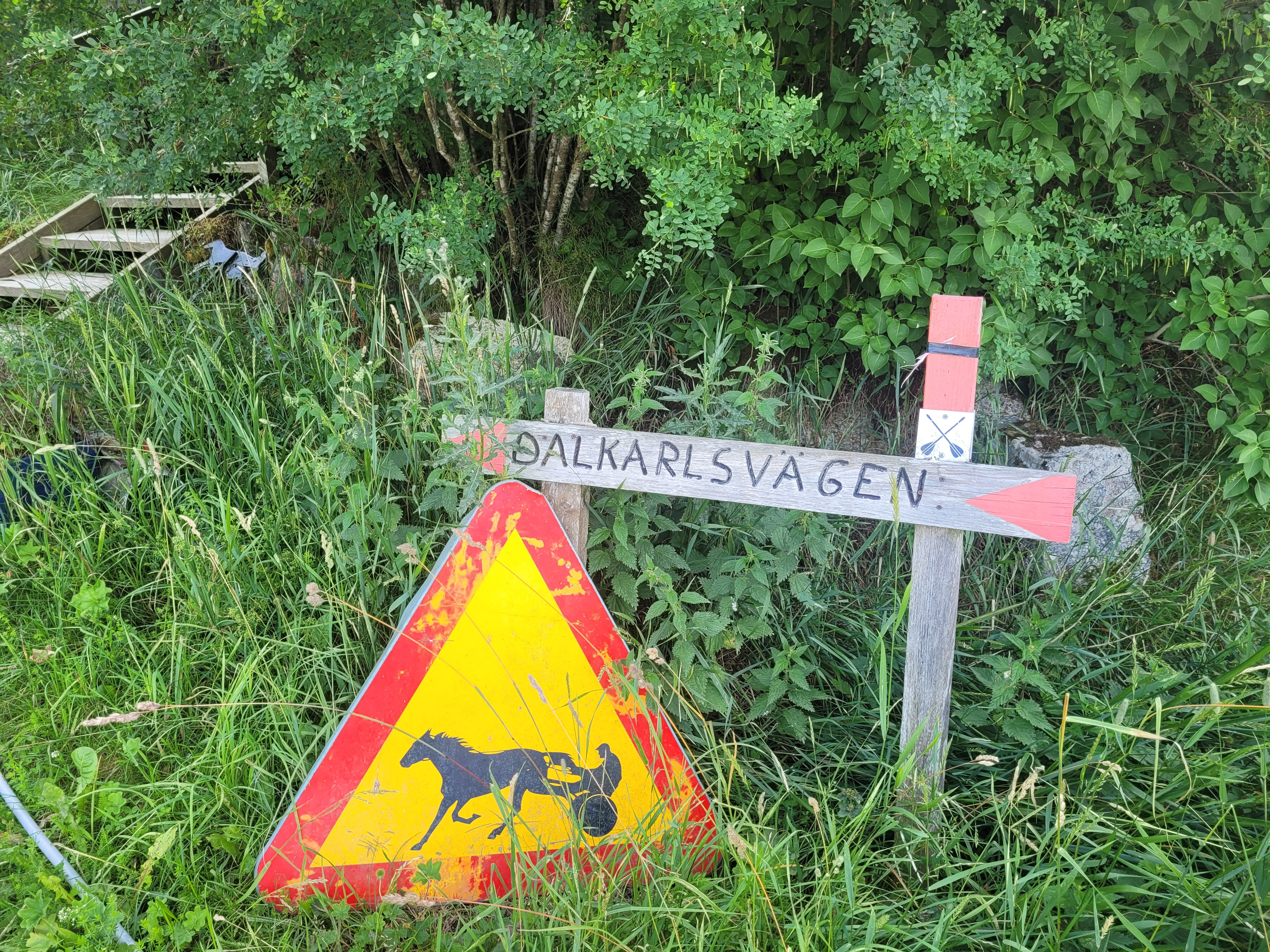
Skylt som anger riktning för Dalkarlsvägen.

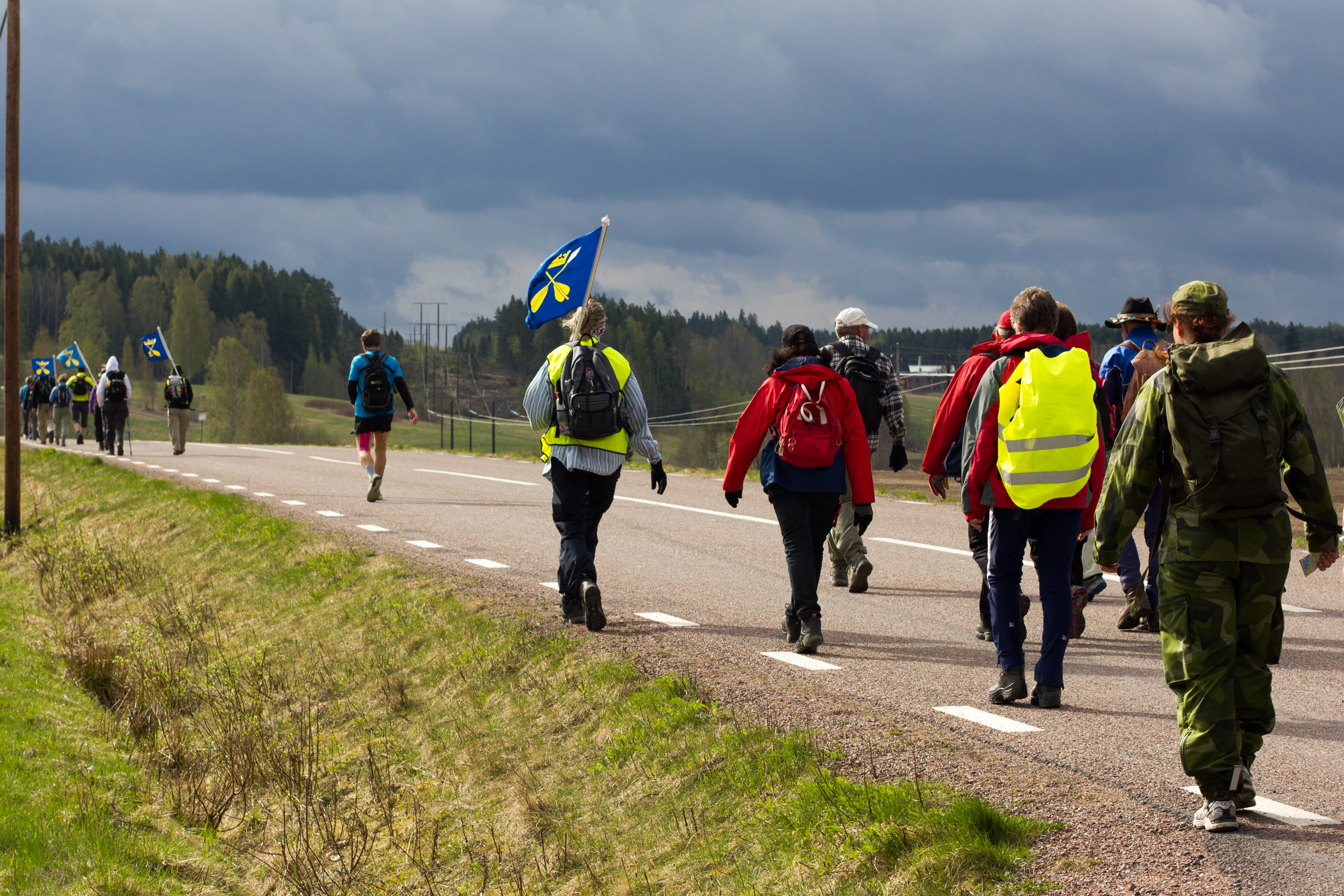
"Dalkarlsvägen: Vandring i Karlfeldts spår", 2013.

Dalkarlsvägen är ett samlingsnamn för de vägar som användes vid dalfolkets vandringar mellan hembygden och Stockholm från 1500-talet till början av 1900-talet. Överbefolkning i Dalarna tvingade befolkningen att ta säsongsarbeten i Stockholm. Föreningen Dalkarlsvägen har arrangerat ett antal vandringar från Dalarna till Stockholm.